# Pepper X
Pepper X là một giống ớt thuộc chi Capsicum được Ed Currie (công ty PuckerButt Pepper) tạo ra từ nhiều giống nhằm tạo nên hàm lượng Capsaicin cực kì cao, sau hơn 10 năm chăm sóc.
Currie tuyên bố rằng Pepper X "nóng gấp hai lần so với Carolina Reaper" và là loại ớt cay nhất thế giới tính đến thời điểm tháng 9 năm 2017, với độ cay của ớt lên tới 3,18 triệu SHU, mặc dù Sách Kỷ lục Guinness vẫn chỉ công nhận Carolina Reaper là loài ớt cay nhất. Trước đó, vào tháng 5 năm 2017, một loại ớt có tên hơi thở của rồng với độ cay 2,48 triệu SHU đã được coi là cay nhất. Việc sử dụng các loại ớt đặc biệt cay này được cảnh báo phải thật cẩn thận.
Người tạo ra giống ớt này tại Mỹ cho hay bản thân ông cảm nhận được vị cay nóng của nó kéo dài tới 3,5 tiếng, sau đó sẽ có cảm giác đau tới khoảng 1 tiếng đồng hồ nữa. Cho đến nay mới chỉ có 5 người ăn được hết 1 quả ớt X. Người tạo ra giống ớt này hiện đã bắt đầu công việc tạo ra loại ớt sẽ phá kỷ lục của ớt X.
Tổ chức Kỷ lục Thế giới Guinness công nhận Pepper X là giống ớt cay nhất thế giới với độ cay vượt xa ớt Carolina Reaper đứng đầu trước đó.

Ở Pepper X giữ kỷ lục ớt cay nhất thế giới

## Độ cay
Với kết quả độ cay 3,18 triệu SHU, Pepper X đã vượt qua ớt hơi thở của rồng trở thành loại ớt cay nhất thế giới tính đến năm 2019. Trước đó, vị trí này thuộc về Carolina Reaper và Ớt bò cạp Trinidad Moruga (2012).
| Độ Scoville         | Loại ớt                                               |
| ------------------- | ----------------------------------------------------- |
| 2.693.000           | Pepper X Ed Currie                                    |
| 2.480.000           | Hơi thở của rồng                                      |
| 1.569.200-2.200.000 | Carolina Reaper Ed Currie                             |
| 2.000.000           | Ớt bò cạp Trinidad Moruga                             |
| 855.000–1.041.427   | Naga Jolokia                                          |
| 350.000–577.000     | Red Savina Habanero                                   |
| 100.000–350.000     | Ớt Habanero, ớt Scotch bonnet                         |
| 100.000–200.000     | Rocoto, ớt cay Jamaica, Piri piri                     |
| 50.000–100.000      | Ớt chỉ thiên, ớt Malagueta, ớt Chiltepin, ớt Pequin   |
| 30.000–50.000       | Ớt Cayenne, ớt Ají , ớt Tabasco                       |
| 10.000–23.000       | Ớt Serrano                                            |
| 7.000–8.000         | Xốt Tabasco                                           |
| 5.000–10.000        | Ớt Wax                                                |
| 2.500–8.000         | Ớt Jalapeño                                           |
| 4.500–5.000         | Ớt New Mexico                                         |
| 2.500–5.000         | Xốt Tabasco (ớt Tabasco)                              |
| 1.500–2.500         | Ớt Rocotillo                                          |
| 1.000–1.500         | Ớt Poblano, xốt Texas Pete                            |
| 600–800             | Xốt Tabasco (ớt xanh)                                 |
| 500–2500            | Ớt Anaheim                                            |
| 100–500             | Pimento , Pepperoncini, Tabasco sauce (Sweet & Spicy) |
| 0                   | Ớt chuông                                             |